# 拉特蘭 (麻薩諸塞州)
拉特蘭（英語：Rutland）是一個位於美國麻薩諸塞州烏斯特縣的鎮。

## 人口
根據2020年美國人口普查的數據，拉特蘭的面積為94.30平方千米，當中陸地面積為91.30平方千米，而水域面積為3.00平方千米。當地共有人口9049人，而人口密度為每平方千米96人。